# 포르쉐 미션 X

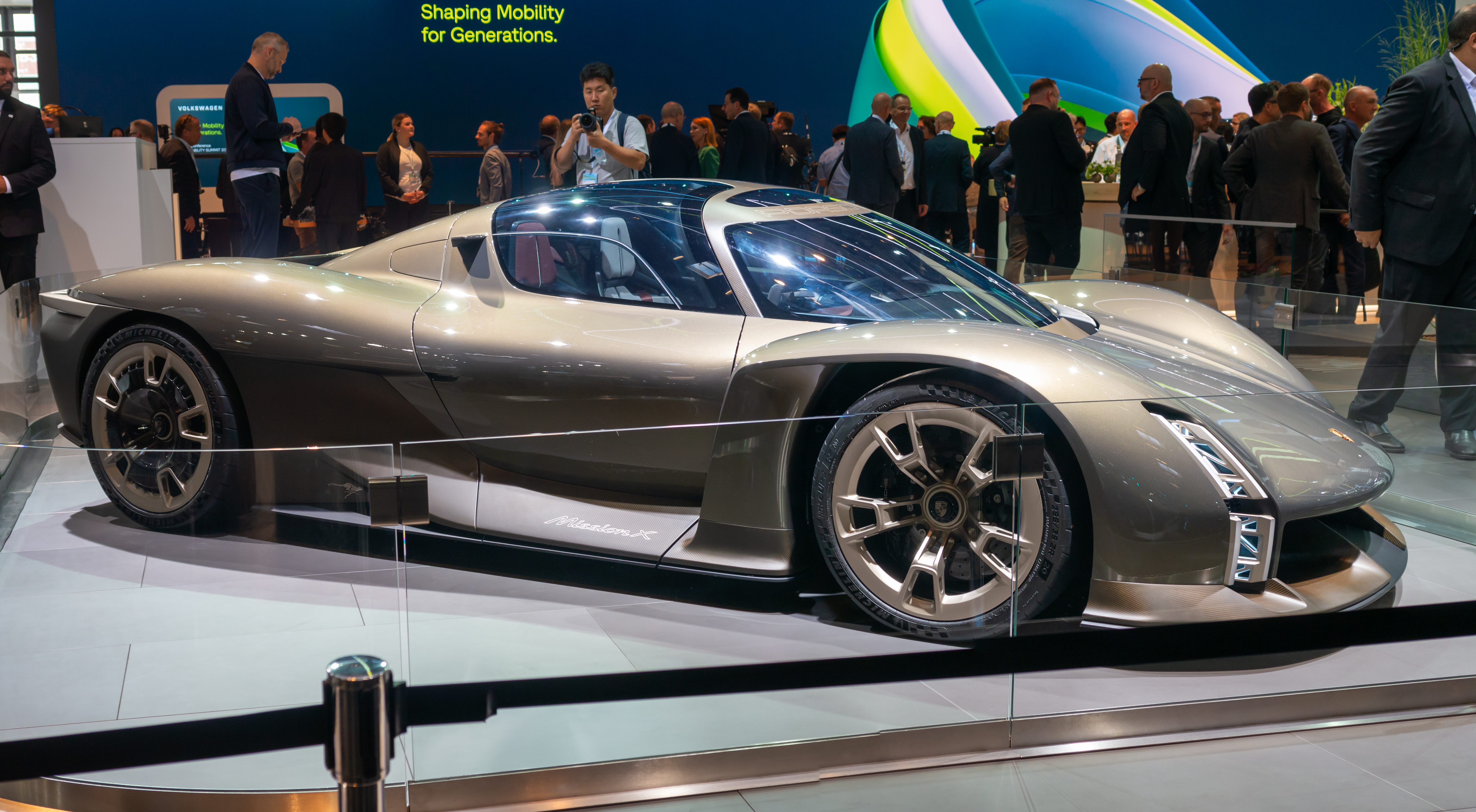

포르쉐 미션 X(Porsche Mission X)는 포르쉐에서 2023년부터 생산 중인 전기 스포츠카로, 포르쉐 918 스파이더의 후속 차종이다.